# Мономиктичко језеро
Мономиктичко језеро (грч. mono — један и грч. miktos — измешан) је језеро у којем се према термичкој класификацији врши мешање целокупне водене масе, од површине до дна. Представља тип холомиктичких језера. Одликује их само једно мешање воде током целе године. Карактеристична су за тропске области и то су „топла мономиктичка језера“, а јављају се и у поларним областима и то су „хладна мономиктичка језера“. Мешање се врши током лета и током зиме.